# Sarskoje Gorodisjtje
Sarskoje Gorodisjtje är en arkeologisk plats i Ryssland. Utgrävningar har visat att det rör sig om en finsk-skandinavisk-slavisk bosättning.
Lokalen uppmärksammades vid mitten på 1900-talet på grund av sin storlek, som inte kan liknas vid någon annan arkeologisk lokal i regionen. De första utgrävningar genomfördes dock redan 1854 under ledning av greven Aleksey Uvarov som påträffades ett stort antal Varjagiska fynd som liknar fynd som gjorts i skandinavien, till exempel ett svärd med inskriften "Lun fecit". Därefter har platsen undersökts flera gånger av många personer, bland annat gjordes en utgrävning under ledning av Nicholas Roerich 1903. I sin dagbok skriver Roerich att lokalen blivit delvis förstörd av ett vägbygge och därmed minskat drastiskt i storlek.
Även sovjetiska arkeologer intresserade sig för platsen och dessa vände sig emot tolkningen att lokalen grundlagts av nordmän. 
Lokalen tycks ha grundlagts redan under 500-talet för att slutligen överges under 1300-talet.